# La Nouvelle-Beauce
La Nouvelle-Beauce – regionalna gmina hrabstwa (MRC) w regionie administracyjnym Chaudière-Appalaches prowincji Quebec, w Kanadzie. Stolicą jest miasto Sainte-Marie. Składa się z 11 gmin: 1 miast, 6 gmin i 4 parafii.
La Nouvelle-Beauce ma 35 107 mieszkańców. Język francuski jest językiem ojczystym dla 98,8%, angielski dla 0,7% mieszkańców (2011).